# Lista di asteroidi (193001-194000)
Di seguito una lista di asteroidi dal numero 193001 al 194000 con data di scoperta e scopritore.

## 193001-193100
| Nome     | Designazione provvisoria | Data di scoperta | Scopritore   |
| -------- | ------------------------ | ---------------- | ------------ |
| 193001 - | 2000 DZ114               | 27 febbraio 2000 | Spacewatch   |
| 193002 - | 2000 DZ116               | 25 febbraio 2000 | Spacewatch   |
| 193003 - | 2000 EO2                 | 3 marzo 2000     | LINEAR       |
| 193004 - | 2000 EJ5                 | 2 marzo 2000     | Spacewatch   |
| 193005 - | 2000 ER5                 | 2 marzo 2000     | Spacewatch   |
| 193006 - | 2000 ES9                 | 3 marzo 2000     | LINEAR       |
| 193007 - | 2000 ER11                | 4 marzo 2000     | LINEAR       |
| 193008 - | 2000 EH16                | 3 marzo 2000     | LINEAR       |
| 193009 - | 2000 EA18                | 4 marzo 2000     | LINEAR       |
| 193010 - | 2000 EJ18                | 4 marzo 2000     | LINEAR       |
| 193011 - | 2000 EO19                | 5 marzo 2000     | LINEAR       |
| 193012 - | 2000 EV25                | 8 marzo 2000     | Spacewatch   |
| 193013 - | 2000 EP26                | 8 marzo 2000     | LINEAR       |
| 193014 - | 2000 EC33                | 5 marzo 2000     | LINEAR       |
| 193015 - | 2000 EN37                | 8 marzo 2000     | LINEAR       |
| 193016 - | 2000 EQ38                | 8 marzo 2000     | LINEAR       |
| 193017 - | 2000 EF42                | 8 marzo 2000     | LINEAR       |
| 193018 - | 2000 EV42                | 8 marzo 2000     | LINEAR       |
| 193019 - | 2000 EX42                | 8 marzo 2000     | LINEAR       |
| 193020 - | 2000 EE51                | 3 marzo 2000     | Spacewatch   |
| 193021 - | 2000 EU52                | 3 marzo 2000     | Spacewatch   |
| 193022 - | 2000 EA57                | 8 marzo 2000     | LINEAR       |
| 193023 - | 2000 ET57                | 8 marzo 2000     | LINEAR       |
| 193024 - | 2000 ET60                | 10 marzo 2000    | LINEAR       |
| 193025 - | 2000 EQ61                | 10 marzo 2000    | LINEAR       |
| 193026 - | 2000 EJ66                | 10 marzo 2000    | LINEAR       |
| 193027 - | 2000 EX67                | 10 marzo 2000    | LINEAR       |
| 193028 - | 2000 EX70                | 10 marzo 2000    | CSS          |
| 193029 - | 2000 EB74                | 10 marzo 2000    | Spacewatch   |
| 193030 - | 2000 EU74                | 11 marzo 2000    | Spacewatch   |
| 193031 - | 2000 EV76                | 5 marzo 2000     | LINEAR       |
| 193032 - | 2000 ED80                | 5 marzo 2000     | LINEAR       |
| 193033 - | 2000 EV91                | 9 marzo 2000     | LINEAR       |
| 193034 - | 2000 ED115               | 10 marzo 2000    | Spacewatch   |
| 193035 - | 2000 EH127               | 11 marzo 2000    | LONEOS       |
| 193036 - | 2000 EP127               | 11 marzo 2000    | LONEOS       |
| 193037 - | 2000 ET128               | 11 marzo 2000    | LONEOS       |
| 193038 - | 2000 ER130               | 11 marzo 2000    | LONEOS       |
| 193039 - | 2000 ES133               | 11 marzo 2000    | LONEOS       |
| 193040 - | 2000 EC160               | 3 marzo 2000     | LINEAR       |
| 193041 - | 2000 ER160               | 3 marzo 2000     | LINEAR       |
| 193042 - | 2000 EO162               | 3 marzo 2000     | LINEAR       |
| 193043 - | 2000 EF174               | 4 marzo 2000     | LINEAR       |
| 193044 - | 2000 FL2                 | 25 marzo 2000    | Spacewatch   |
| 193045 - | 2000 FE6                 | 25 marzo 2000    | Spacewatch   |
| 193046 - | 2000 FS8                 | 29 marzo 2000    | Spacewatch   |
| 193047 - | 2000 FW11                | 28 marzo 2000    | LINEAR       |
| 193048 - | 2000 FW14                | 29 marzo 2000    | LINEAR       |
| 193049 - | 2000 FJ27                | 27 marzo 2000    | LONEOS       |
| 193050 - | 2000 FS28                | 27 marzo 2000    | LONEOS       |
| 193051 - | 2000 FB29                | 27 marzo 2000    | LONEOS       |
| 193052 - | 2000 FE33                | 29 marzo 2000    | LINEAR       |
| 193053 - | 2000 FE39                | 29 marzo 2000    | LINEAR       |
| 193054 - | 2000 FR43                | 29 marzo 2000    | LINEAR       |
| 193055 - | 2000 FJ45                | 29 marzo 2000    | LINEAR       |
| 193056 - | 2000 FY50                | 29 marzo 2000    | Spacewatch   |
| 193057 - | 2000 FR51                | 29 marzo 2000    | Spacewatch   |
| 193058 - | 2000 FE64                | 29 marzo 2000    | LINEAR       |
| 193059 - | 2000 FS66                | 25 marzo 2000    | Spacewatch   |
| 193060 - | 2000 GL                  | 2 aprile 2000    | Comba, P. G. |
| 193061 - | 2000 GP                  | 1 aprile 2000    | Spacewatch   |
| 193062 - | 2000 GJ5                 | 4 aprile 2000    | LINEAR       |
| 193063 - | 2000 GF7                 | 4 aprile 2000    | LINEAR       |
| 193064 - | 2000 GD9                 | 5 aprile 2000    | LINEAR       |
| 193065 - | 2000 GB12                | 5 aprile 2000    | LINEAR       |
| 193066 - | 2000 GW13                | 5 aprile 2000    | LINEAR       |
| 193067 - | 2000 GZ13                | 5 aprile 2000    | LINEAR       |
| 193068 - | 2000 GE15                | 5 aprile 2000    | LINEAR       |
| 193069 - | 2000 GS17                | 5 aprile 2000    | LINEAR       |
| 193070 - | 2000 GB21                | 5 aprile 2000    | LINEAR       |
| 193071 - | 2000 GJ23                | 5 aprile 2000    | LINEAR       |
| 193072 - | 2000 GF24                | 5 aprile 2000    | LINEAR       |
| 193073 - | 2000 GN25                | 5 aprile 2000    | LINEAR       |
| 193074 - | 2000 GF26                | 5 aprile 2000    | LINEAR       |
| 193075 - | 2000 GX29                | 5 aprile 2000    | LINEAR       |
| 193076 - | 2000 GT30                | 5 aprile 2000    | LINEAR       |
| 193077 - | 2000 GV30                | 5 aprile 2000    | LINEAR       |
| 193078 - | 2000 GB31                | 5 aprile 2000    | LINEAR       |
| 193079 - | 2000 GD34                | 5 aprile 2000    | LINEAR       |
| 193080 - | 2000 GW36                | 5 aprile 2000    | LINEAR       |
| 193081 - | 2000 GZ36                | 5 aprile 2000    | LINEAR       |
| 193082 - | 2000 GS37                | 5 aprile 2000    | LINEAR       |
| 193083 - | 2000 GD44                | 5 aprile 2000    | LINEAR       |
| 193084 - | 2000 GA53                | 5 aprile 2000    | LINEAR       |
| 193085 - | 2000 GO63                | 5 aprile 2000    | LINEAR       |
| 193086 - | 2000 GP64                | 5 aprile 2000    | LINEAR       |
| 193087 - | 2000 GW73                | 5 aprile 2000    | LINEAR       |
| 193088 - | 2000 GV74                | 5 aprile 2000    | LINEAR       |
| 193089 - | 2000 GE76                | 5 aprile 2000    | LINEAR       |
| 193090 - | 2000 GF80                | 6 aprile 2000    | LINEAR       |
| 193091 - | 2000 GP80                | 6 aprile 2000    | LINEAR       |
| 193092 - | 2000 GN99                | 7 aprile 2000    | LINEAR       |
| 193093 - | 2000 GJ103               | 7 aprile 2000    | LINEAR       |
| 193094 - | 2000 GT110               | 2 aprile 2000    | LONEOS       |
| 193095 - | 2000 GB112               | 3 aprile 2000    | LONEOS       |
| 193096 - | 2000 GD113               | 5 aprile 2000    | LINEAR       |
| 193097 - | 2000 GE115               | 8 aprile 2000    | LINEAR       |
| 193098 - | 2000 GM118               | 3 aprile 2000    | Spacewatch   |
| 193099 - | 2000 GW119               | 5 aprile 2000    | Spacewatch   |
| 193100 - | 2000 GN121               | 6 aprile 2000    | Spacewatch   |

## 193101-193200
| Nome           | Designazione provvisoria | Data di scoperta | Scopritore   |
| -------------- | ------------------------ | ---------------- | ------------ |
| 193101 -       | 2000 GQ121               | 6 aprile 2000    | Spacewatch   |
| 193102 -       | 2000 GT121               | 6 aprile 2000    | Spacewatch   |
| 193103 -       | 2000 GD123               | 11 aprile 2000   | Comba, P. G. |
| 193104 -       | 2000 GL128               | 5 aprile 2000    | Spacewatch   |
| 193105 -       | 2000 GD131               | 7 aprile 2000    | Spacewatch   |
| 193106 -       | 2000 GT132               | 8 aprile 2000    | LINEAR       |
| 193107 -       | 2000 GE135               | 8 aprile 2000    | LINEAR       |
| 193108 -       | 2000 GB138               | 4 aprile 2000    | LONEOS       |
| 193109 -       | 2000 GP151               | 5 aprile 2000    | LINEAR       |
| 193110 -       | 2000 GZ151               | 6 aprile 2000    | LINEAR       |
| 193111 -       | 2000 GC153               | 6 aprile 2000    | LONEOS       |
| 193112 -       | 2000 GU155               | 6 aprile 2000    | LONEOS       |
| 193113 -       | 2000 GF159               | 7 aprile 2000    | LINEAR       |
| 193114 -       | 2000 GE166               | 5 aprile 2000    | LINEAR       |
| 193115 -       | 2000 GY170               | 5 aprile 2000    | LONEOS       |
| 193116 -       | 2000 GG174               | 5 aprile 2000    | LONEOS       |
| 193117 -       | 2000 GX174               | 3 aprile 2000    | Spacewatch   |
| 193118 -       | 2000 HJ                  | 24 aprile 2000   | Spacewatch   |
| 193119 -       | 2000 HT                  | 24 aprile 2000   | Spacewatch   |
| 193120 -       | 2000 HE4                 | 26 aprile 2000   | Spacewatch   |
| 193121 -       | 2000 HG7                 | 28 aprile 2000   | Spacewatch   |
| 193122 -       | 2000 HT9                 | 27 aprile 2000   | LINEAR       |
| 193123 -       | 2000 HC11                | 27 aprile 2000   | LINEAR       |
| 193124 -       | 2000 HK22                | 29 aprile 2000   | LINEAR       |
| 193125 -       | 2000 HL25                | 24 aprile 2000   | LONEOS       |
| 193126 -       | 2000 HN25                | 24 aprile 2000   | LONEOS       |
| 193127 -       | 2000 HQ25                | 24 aprile 2000   | LONEOS       |
| 193128 -       | 2000 HU25                | 24 aprile 2000   | LONEOS       |
| 193129 -       | 2000 HM28                | 29 aprile 2000   | LINEAR       |
| 193130 -       | 2000 HQ43                | 29 aprile 2000   | Spacewatch   |
| 193131 -       | 2000 HZ44                | 26 aprile 2000   | LONEOS       |
| 193132 -       | 2000 HY47                | 29 aprile 2000   | LINEAR       |
| 193133 -       | 2000 HA50                | 29 aprile 2000   | LINEAR       |
| 193134 -       | 2000 HY56                | 24 aprile 2000   | LONEOS       |
| 193135 -       | 2000 HV59                | 25 aprile 2000   | LONEOS       |
| 193136 -       | 2000 HB62                | 25 aprile 2000   | Spacewatch   |
| 193137 -       | 2000 HC62                | 25 aprile 2000   | Spacewatch   |
| 193138 -       | 2000 HE62                | 25 aprile 2000   | Spacewatch   |
| 193139 -       | 2000 HR63                | 26 aprile 2000   | LONEOS       |
| 193140 -       | 2000 HQ67                | 27 aprile 2000   | LONEOS       |
| 193141 -       | 2000 HT68                | 28 aprile 2000   | Spacewatch   |
| 193142 -       | 2000 HK72                | 26 aprile 2000   | LONEOS       |
| 193143 -       | 2000 HV81                | 29 aprile 2000   | LINEAR       |
| 193144 -       | 2000 HR89                | 29 aprile 2000   | LINEAR       |
| 193145 -       | 2000 HN90                | 29 aprile 2000   | LINEAR       |
| 193146 -       | 2000 HV97                | 26 aprile 2000   | LONEOS       |
| 193147 -       | 2000 HZ99                | 27 aprile 2000   | LONEOS       |
| 193148 -       | 2000 JX3                 | 4 maggio 2000    | LINEAR       |
| 193149 -       | 2000 JY4                 | 3 maggio 2000    | Spacewatch   |
| 193150 -       | 2000 JU8                 | 7 maggio 2000    | Comba, P. G. |
| 193151 -       | 2000 JU21                | 6 maggio 2000    | LINEAR       |
| 193152 -       | 2000 JS22                | 7 maggio 2000    | LINEAR       |
| 193153 -       | 2000 JU25                | 7 maggio 2000    | LINEAR       |
| 193154 -       | 2000 JP43                | 7 maggio 2000    | LINEAR       |
| 193155 -       | 2000 JZ44                | 7 maggio 2000    | LINEAR       |
| 193156 -       | 2000 JD64                | 10 maggio 2000   | LINEAR       |
| 193157 -       | 2000 JT82                | 7 maggio 2000    | LINEAR       |
| 193158 Haechan | 2000 KJ4                 | 28 maggio 2000   | Bohyunsan    |
| 193159 -       | 2000 KL7                 | 27 maggio 2000   | LINEAR       |
| 193160 -       | 2000 KR8                 | 28 maggio 2000   | LINEAR       |
| 193161 -       | 2000 KS8                 | 28 maggio 2000   | LINEAR       |
| 193162 -       | 2000 KU8                 | 28 maggio 2000   | LINEAR       |
| 193163 -       | 2000 KS9                 | 28 maggio 2000   | LINEAR       |
| 193164 -       | 2000 KT9                 | 28 maggio 2000   | LINEAR       |
| 193165 -       | 2000 KZ9                 | 28 maggio 2000   | LINEAR       |
| 193166 -       | 2000 KM29                | 28 maggio 2000   | LINEAR       |
| 193167 -       | 2000 KK41                | 31 maggio 2000   | Comba, P. G. |
| 193168 -       | 2000 KU42                | 25 maggio 2000   | Spacewatch   |
| 193169 -       | 2000 KN49                | 30 maggio 2000   | Spacewatch   |
| 193170 -       | 2000 KT49                | 30 maggio 2000   | Spacewatch   |
| 193171 -       | 2000 KT51                | 31 maggio 2000   | Spacewatch   |
| 193172 -       | 2000 LN8                 | 7 giugno 2000    | Comba, P. G. |
| 193173 -       | 2000 LE9                 | 5 giugno 2000    | LINEAR       |
| 193174 -       | 2000 LF22                | 6 giugno 2000    | Spacewatch   |
| 193175 -       | 2000 OV7                 | 30 luglio 2000   | LINEAR       |
| 193176 -       | 2000 OV10                | 23 luglio 2000   | LINEAR       |
| 193177 -       | 2000 OX18                | 23 luglio 2000   | LINEAR       |
| 193178 -       | 2000 PK5                 | 4 agosto 2000    | LINEAR       |
| 193179 -       | 2000 PP14                | 1 agosto 2000    | LINEAR       |
| 193180 -       | 2000 PU25                | 4 agosto 2000    | LINEAR       |
| 193181 -       | 2000 PK28                | 4 agosto 2000    | NEAT         |
| 193182 -       | 2000 QR                  | 22 agosto 2000   | Lehmann, G.  |
| 193183 -       | 2000 QE16                | 24 agosto 2000   | LINEAR       |
| 193184 -       | 2000 QV37                | 24 agosto 2000   | LINEAR       |
| 193185 -       | 2000 QN42                | 24 agosto 2000   | LINEAR       |
| 193186 -       | 2000 QY45                | 24 agosto 2000   | LINEAR       |
| 193187 -       | 2000 QZ51                | 24 agosto 2000   | LINEAR       |
| 193188 -       | 2000 QQ56                | 26 agosto 2000   | LINEAR       |
| 193189 -       | 2000 QS56                | 26 agosto 2000   | LINEAR       |
| 193190 -       | 2000 QY59                | 26 agosto 2000   | LINEAR       |
| 193191 -       | 2000 QT85                | 25 agosto 2000   | LINEAR       |
| 193192 -       | 2000 QS93                | 26 agosto 2000   | LINEAR       |
| 193193 -       | 2000 QD112               | 24 agosto 2000   | LINEAR       |
| 193194 -       | 2000 QH118               | 25 agosto 2000   | LINEAR       |
| 193195 -       | 2000 QP124               | 29 agosto 2000   | LINEAR       |
| 193196 -       | 2000 QS125               | 31 agosto 2000   | LINEAR       |
| 193197 -       | 2000 QQ129               | 30 agosto 2000   | Korlević, K. |
| 193198 -       | 2000 QT137               | 31 agosto 2000   | LINEAR       |
| 193199 -       | 2000 QL139               | 31 agosto 2000   | LINEAR       |
| 193200 -       | 2000 QZ146               | 31 agosto 2000   | LINEAR       |

## 193201-193300
| Nome     | Designazione provvisoria | Data di scoperta  | Scopritore               |
| -------- | ------------------------ | ----------------- | ------------------------ |
| 193201 - | 2000 QR147               | 31 agosto 2000    | LINEAR                   |
| 193202 - | 2000 QE155               | 31 agosto 2000    | LINEAR                   |
| 193203 - | 2000 QF159               | 31 agosto 2000    | LINEAR                   |
| 193204 - | 2000 QE172               | 31 agosto 2000    | LINEAR                   |
| 193205 - | 2000 QC192               | 26 agosto 2000    | LINEAR                   |
| 193206 - | 2000 QL194               | 31 agosto 2000    | LINEAR                   |
| 193207 - | 2000 QU197               | 29 agosto 2000    | LINEAR                   |
| 193208 - | 2000 QJ204               | 29 agosto 2000    | LINEAR                   |
| 193209 - | 2000 QC206               | 31 agosto 2000    | LINEAR                   |
| 193210 - | 2000 QZ208               | 31 agosto 2000    | LINEAR                   |
| 193211 - | 2000 QC212               | 31 agosto 2000    | LINEAR                   |
| 193212 - | 2000 QE224               | 26 agosto 2000    | LINEAR                   |
| 193213 - | 2000 QZ226               | 31 agosto 2000    | LINEAR                   |
| 193214 - | 2000 QB230               | 31 agosto 2000    | LINEAR                   |
| 193215 - | 2000 QG232               | 31 agosto 2000    | Bickel, W.               |
| 193216 - | 2000 RC                  | 1 settembre 2000  | LINEAR                   |
| 193217 - | 2000 RM8                 | 1 settembre 2000  | LINEAR                   |
| 193218 - | 2000 RP25                | 1 settembre 2000  | LINEAR                   |
| 193219 - | 2000 RG29                | 1 settembre 2000  | LINEAR                   |
| 193220 - | 2000 RP30                | 1 settembre 2000  | LINEAR                   |
| 193221 - | 2000 RZ34                | 1 settembre 2000  | LINEAR                   |
| 193222 - | 2000 RS36                | 2 settembre 2000  | LINEAR                   |
| 193223 - | 2000 RJ44                | 3 settembre 2000  | LINEAR                   |
| 193224 - | 2000 RK45                | 3 settembre 2000  | LINEAR                   |
| 193225 - | 2000 RG47                | 3 settembre 2000  | LINEAR                   |
| 193226 - | 2000 RM49                | 5 settembre 2000  | LINEAR                   |
| 193227 - | 2000 RP53                | 7 settembre 2000  | Spacewatch               |
| 193228 - | 2000 RZ57                | 7 settembre 2000  | Spacewatch               |
| 193229 - | 2000 RF80                | 1 settembre 2000  | LINEAR                   |
| 193230 - | 2000 RO82                | 1 settembre 2000  | LINEAR                   |
| 193231 - | 2000 RU83                | 1 settembre 2000  | LINEAR                   |
| 193232 - | 2000 RB91                | 3 settembre 2000  | LINEAR                   |
| 193233 - | 2000 RE103               | 5 settembre 2000  | LONEOS                   |
| 193234 - | 2000 SY                  | 17 settembre 2000 | LINEAR                   |
| 193235 - | 2000 SE2                 | 20 settembre 2000 | LINEAR                   |
| 193236 - | 2000 SY7                 | 22 settembre 2000 | Spacewatch               |
| 193237 - | 2000 SB9                 | 23 settembre 2000 | LINEAR                   |
| 193238 - | 2000 ST21                | 24 settembre 2000 | LINEAR                   |
| 193239 - | 2000 SB22                | 24 settembre 2000 | LINEAR                   |
| 193240 - | 2000 SC24                | 24 settembre 2000 | LINEAR                   |
| 193241 - | 2000 ST33                | 24 settembre 2000 | LINEAR                   |
| 193242 - | 2000 SC35                | 24 settembre 2000 | LINEAR                   |
| 193243 - | 2000 SS42                | 28 settembre 2000 | LINEAR                   |
| 193244 - | 2000 SP45                | 22 settembre 2000 | LINEAR                   |
| 193245 - | 2000 SZ51                | 23 settembre 2000 | LINEAR                   |
| 193246 - | 2000 SS59                | 24 settembre 2000 | LINEAR                   |
| 193247 - | 2000 SC62                | 24 settembre 2000 | LINEAR                   |
| 193248 - | 2000 SA75                | 24 settembre 2000 | LINEAR                   |
| 193249 - | 2000 SJ75                | 24 settembre 2000 | LINEAR                   |
| 193250 - | 2000 SV76                | 24 settembre 2000 | LINEAR                   |
| 193251 - | 2000 SF77                | 24 settembre 2000 | LINEAR                   |
| 193252 - | 2000 SZ77                | 24 settembre 2000 | LINEAR                   |
| 193253 - | 2000 SW78                | 24 settembre 2000 | LINEAR                   |
| 193254 - | 2000 SV79                | 24 settembre 2000 | LINEAR                   |
| 193255 - | 2000 SR85                | 24 settembre 2000 | LINEAR                   |
| 193256 - | 2000 SG104               | 24 settembre 2000 | LINEAR                   |
| 193257 - | 2000 SK106               | 24 settembre 2000 | LINEAR                   |
| 193258 - | 2000 SC120               | 24 settembre 2000 | LINEAR                   |
| 193259 - | 2000 SP120               | 24 settembre 2000 | LINEAR                   |
| 193260 - | 2000 SK123               | 24 settembre 2000 | LINEAR                   |
| 193261 - | 2000 SZ150               | 24 settembre 2000 | LINEAR                   |
| 193262 - | 2000 ST151               | 24 settembre 2000 | LINEAR                   |
| 193263 - | 2000 SJ155               | 24 settembre 2000 | LINEAR                   |
| 193264 - | 2000 SQ155               | 24 settembre 2000 | LINEAR                   |
| 193265 - | 2000 SH159               | 27 settembre 2000 | Spacewatch               |
| 193266 - | 2000 SN163               | 30 settembre 2000 | Kušnirák, P., Pravec, P. |
| 193267 - | 2000 SY171               | 27 settembre 2000 | LINEAR                   |
| 193268 - | 2000 SQ174               | 28 settembre 2000 | LINEAR                   |
| 193269 - | 2000 SK180               | 28 settembre 2000 | LINEAR                   |
| 193270 - | 2000 SL183               | 20 settembre 2000 | NEAT                     |
| 193271 - | 2000 SC184               | 20 settembre 2000 | Spacewatch               |
| 193272 - | 2000 SM188               | 21 settembre 2000 | NEAT                     |
| 193273 - | 2000 ST190               | 23 settembre 2000 | Spacewatch               |
| 193274 - | 2000 SV192               | 24 settembre 2000 | LINEAR                   |
| 193275 - | 2000 SR204               | 24 settembre 2000 | LINEAR                   |
| 193276 - | 2000 SY204               | 24 settembre 2000 | LINEAR                   |
| 193277 - | 2000 SZ209               | 25 settembre 2000 | LINEAR                   |
| 193278 - | 2000 SL212               | 25 settembre 2000 | LINEAR                   |
| 193279 - | 2000 SV212               | 25 settembre 2000 | LINEAR                   |
| 193280 - | 2000 SH213               | 25 settembre 2000 | LINEAR                   |
| 193281 - | 2000 SD214               | 26 settembre 2000 | LINEAR                   |
| 193282 - | 2000 SU215               | 26 settembre 2000 | LINEAR                   |
| 193283 - | 2000 SP220               | 26 settembre 2000 | LINEAR                   |
| 193284 - | 2000 SU226               | 27 settembre 2000 | LINEAR                   |
| 193285 - | 2000 SC227               | 27 settembre 2000 | LINEAR                   |
| 193286 - | 2000 SX231               | 24 settembre 2000 | LINEAR                   |
| 193287 - | 2000 SY231               | 24 settembre 2000 | LINEAR                   |
| 193288 - | 2000 SD232               | 26 settembre 2000 | LINEAR                   |
| 193289 - | 2000 SL232               | 27 settembre 2000 | LINEAR                   |
| 193290 - | 2000 SO232               | 28 settembre 2000 | LINEAR                   |
| 193291 - | 2000 SU236               | 24 settembre 2000 | LINEAR                   |
| 193292 - | 2000 SL238               | 26 settembre 2000 | LINEAR                   |
| 193293 - | 2000 SO239               | 27 settembre 2000 | LINEAR                   |
| 193294 - | 2000 SO240               | 26 settembre 2000 | LINEAR                   |
| 193295 - | 2000 SK242               | 24 settembre 2000 | LINEAR                   |
| 193296 - | 2000 SR245               | 24 settembre 2000 | LINEAR                   |
| 193297 - | 2000 SF249               | 24 settembre 2000 | LINEAR                   |
| 193298 - | 2000 SG264               | 26 settembre 2000 | LINEAR                   |
| 193299 - | 2000 SB273               | 28 settembre 2000 | LINEAR                   |
| 193300 - | 2000 SO275               | 28 settembre 2000 | LINEAR                   |

## 193301-193400
| Nome     | Designazione provvisoria | Data di scoperta  | Scopritore |
| -------- | ------------------------ | ----------------- | ---------- |
| 193301 - | 2000 SN276               | 30 settembre 2000 | LINEAR     |
| 193302 - | 2000 SU277               | 30 settembre 2000 | LINEAR     |
| 193303 - | 2000 SF278               | 30 settembre 2000 | LINEAR     |
| 193304 - | 2000 SQ279               | 25 settembre 2000 | LINEAR     |
| 193305 - | 2000 SS281               | 23 settembre 2000 | LINEAR     |
| 193306 - | 2000 SD285               | 23 settembre 2000 | LINEAR     |
| 193307 - | 2000 SZ294               | 27 settembre 2000 | LINEAR     |
| 193308 - | 2000 SG300               | 28 settembre 2000 | LINEAR     |
| 193309 - | 2000 SP303               | 28 settembre 2000 | LINEAR     |
| 193310 - | 2000 SR303               | 28 settembre 2000 | LINEAR     |
| 193311 - | 2000 SY304               | 30 settembre 2000 | LINEAR     |
| 193312 - | 2000 SK305               | 30 settembre 2000 | LINEAR     |
| 193313 - | 2000 SR308               | 30 settembre 2000 | LINEAR     |
| 193314 - | 2000 SK309               | 30 settembre 2000 | LINEAR     |
| 193315 - | 2000 SQ317               | 30 settembre 2000 | LINEAR     |
| 193316 - | 2000 SW317               | 30 settembre 2000 | LINEAR     |
| 193317 - | 2000 SS322               | 28 settembre 2000 | LINEAR     |
| 193318 - | 2000 SV322               | 28 settembre 2000 | LINEAR     |
| 193319 - | 2000 SA325               | 28 settembre 2000 | Spacewatch |
| 193320 - | 2000 SE328               | 30 settembre 2000 | LINEAR     |
| 193321 - | 2000 SN334               | 26 settembre 2000 | Spacewatch |
| 193322 - | 2000 SM366               | 23 settembre 2000 | LONEOS     |
| 193323 - | 2000 SS367               | 23 settembre 2000 | LINEAR     |
| 193324 - | 2000 ST376               | 25 settembre 2000 | LONEOS     |
| 193325 - | 2000 TE3                 | 1 ottobre 2000    | LINEAR     |
| 193326 - | 2000 TA10                | 1 ottobre 2000    | LINEAR     |
| 193327 - | 2000 TO11                | 1 ottobre 2000    | LINEAR     |
| 193328 - | 2000 TW14                | 1 ottobre 2000    | LINEAR     |
| 193329 - | 2000 TZ21                | 2 ottobre 2000    | LINEAR     |
| 193330 - | 2000 TM26                | 2 ottobre 2000    | LINEAR     |
| 193331 - | 2000 TN29                | 3 ottobre 2000    | LINEAR     |
| 193332 - | 2000 TP35                | 6 ottobre 2000    | LONEOS     |
| 193333 - | 2000 TS36                | 6 ottobre 2000    | LONEOS     |
| 193334 - | 2000 TL49                | 1 ottobre 2000    | LONEOS     |
| 193335 - | 2000 TB65                | 1 ottobre 2000    | LINEAR     |
| 193336 - | 2000 TB67                | 2 ottobre 2000    | LINEAR     |
| 193337 - | 2000 TZ67                | 3 ottobre 2000    | LINEAR     |
| 193338 - | 2000 UR4                 | 24 ottobre 2000   | LINEAR     |
| 193339 - | 2000 UO5                 | 24 ottobre 2000   | LINEAR     |
| 193340 - | 2000 UU5                 | 19 ottobre 2000   | Spacewatch |
| 193341 - | 2000 UE7                 | 24 ottobre 2000   | LINEAR     |
| 193342 - | 2000 UG7                 | 24 ottobre 2000   | LINEAR     |
| 193343 - | 2000 UZ11                | 18 ottobre 2000   | LINEAR     |
| 193344 - | 2000 UX14                | 25 ottobre 2000   | LINEAR     |
| 193345 - | 2000 UC17                | 24 ottobre 2000   | LINEAR     |
| 193346 - | 2000 UD18                | 24 ottobre 2000   | LINEAR     |
| 193347 - | 2000 UL19                | 24 ottobre 2000   | LINEAR     |
| 193348 - | 2000 US21                | 24 ottobre 2000   | LINEAR     |
| 193349 - | 2000 UU22                | 24 ottobre 2000   | LINEAR     |
| 193350 - | 2000 US24                | 24 ottobre 2000   | LINEAR     |
| 193351 - | 2000 UF29                | 31 ottobre 2000   | LINEAR     |
| 193352 - | 2000 UL30                | 31 ottobre 2000   | LINEAR     |
| 193353 - | 2000 UU32                | 29 ottobre 2000   | Spacewatch |
| 193354 - | 2000 UX34                | 24 ottobre 2000   | LINEAR     |
| 193355 - | 2000 UO42                | 24 ottobre 2000   | LINEAR     |
| 193356 - | 2000 UB43                | 24 ottobre 2000   | LINEAR     |
| 193357 - | 2000 UM45                | 24 ottobre 2000   | LINEAR     |
| 193358 - | 2000 UN46                | 24 ottobre 2000   | LINEAR     |
| 193359 - | 2000 UQ49                | 24 ottobre 2000   | LINEAR     |
| 193360 - | 2000 UB50                | 24 ottobre 2000   | LINEAR     |
| 193361 - | 2000 UC52                | 24 ottobre 2000   | LINEAR     |
| 193362 - | 2000 UT59                | 25 ottobre 2000   | LINEAR     |
| 193363 - | 2000 UL62                | 25 ottobre 2000   | LINEAR     |
| 193364 - | 2000 UC63                | 25 ottobre 2000   | LINEAR     |
| 193365 - | 2000 UV65                | 25 ottobre 2000   | LINEAR     |
| 193366 - | 2000 UJ67                | 25 ottobre 2000   | LINEAR     |
| 193367 - | 2000 UC71                | 25 ottobre 2000   | LINEAR     |
| 193368 - | 2000 UL71                | 25 ottobre 2000   | LINEAR     |
| 193369 - | 2000 UH73                | 25 ottobre 2000   | LINEAR     |
| 193370 - | 2000 UH83                | 30 ottobre 2000   | LINEAR     |
| 193371 - | 2000 UM88                | 31 ottobre 2000   | LINEAR     |
| 193372 - | 2000 UV98                | 25 ottobre 2000   | LINEAR     |
| 193373 - | 2000 UF105               | 29 ottobre 2000   | LINEAR     |
| 193374 - | 2000 UT107               | 30 ottobre 2000   | LINEAR     |
| 193375 - | 2000 UB108               | 30 ottobre 2000   | LINEAR     |
| 193376 - | 2000 UP109               | 31 ottobre 2000   | LINEAR     |
| 193377 - | 2000 VD1                 | 1 novembre 2000   | Spacewatch |
| 193378 - | 2000 VY16                | 1 novembre 2000   | LINEAR     |
| 193379 - | 2000 VP19                | 1 novembre 2000   | LINEAR     |
| 193380 - | 2000 VY23                | 1 novembre 2000   | LINEAR     |
| 193381 - | 2000 VK24                | 1 novembre 2000   | LINEAR     |
| 193382 - | 2000 VO24                | 1 novembre 2000   | LINEAR     |
| 193383 - | 2000 VT27                | 1 novembre 2000   | LINEAR     |
| 193384 - | 2000 VW28                | 1 novembre 2000   | LINEAR     |
| 193385 - | 2000 VC30                | 1 novembre 2000   | LINEAR     |
| 193386 - | 2000 VV30                | 1 novembre 2000   | LINEAR     |
| 193387 - | 2000 VD35                | 1 novembre 2000   | LINEAR     |
| 193388 - | 2000 VM35                | 1 novembre 2000   | LINEAR     |
| 193389 - | 2000 VV44                | 2 novembre 2000   | LINEAR     |
| 193390 - | 2000 VX44                | 3 novembre 2000   | LINEAR     |
| 193391 - | 2000 VQ45                | 2 novembre 2000   | LINEAR     |
| 193392 - | 2000 VA54                | 3 novembre 2000   | LINEAR     |
| 193393 - | 2000 VX61                | 9 novembre 2000   | LINEAR     |
| 193394 - | 2000 WX1                 | 17 novembre 2000  | Spacewatch |
| 193395 - | 2000 WU6                 | 19 novembre 2000  | LINEAR     |
| 193396 - | 2000 WH8                 | 20 novembre 2000  | LINEAR     |
| 193397 - | 2000 WQ9                 | 22 novembre 2000  | Bohyunsan  |
| 193398 - | 2000 WY13                | 20 novembre 2000  | LINEAR     |
| 193399 - | 2000 WG15                | 20 novembre 2000  | LINEAR     |
| 193400 - | 2000 WC18                | 21 novembre 2000  | LINEAR     |

## 193401-193500
| Nome     | Designazione provvisoria | Data di scoperta | Scopritore              |
| -------- | ------------------------ | ---------------- | ----------------------- |
| 193401 - | 2000 WA20                | 23 novembre 2000 | Spacewatch              |
| 193402 - | 2000 WK25                | 21 novembre 2000 | LINEAR                  |
| 193403 - | 2000 WK29                | 21 novembre 2000 | LINEAR                  |
| 193404 - | 2000 WS29                | 25 novembre 2000 | LINEAR                  |
| 193405 - | 2000 WW30                | 20 novembre 2000 | LINEAR                  |
| 193406 - | 2000 WL36                | 20 novembre 2000 | LINEAR                  |
| 193407 - | 2000 WT37                | 20 novembre 2000 | LINEAR                  |
| 193408 - | 2000 WB38                | 20 novembre 2000 | LINEAR                  |
| 193409 - | 2000 WF38                | 20 novembre 2000 | LINEAR                  |
| 193410 - | 2000 WS50                | 26 novembre 2000 | LINEAR                  |
| 193411 - | 2000 WR53                | 27 novembre 2000 | Spacewatch              |
| 193412 - | 2000 WV59                | 21 novembre 2000 | LINEAR                  |
| 193413 - | 2000 WH61                | 21 novembre 2000 | LINEAR                  |
| 193414 - | 2000 WQ65                | 28 novembre 2000 | Spacewatch              |
| 193415 - | 2000 WB67                | 26 novembre 2000 | LINEAR                  |
| 193416 - | 2000 WZ67                | 29 novembre 2000 | Kitt Peak               |
| 193417 - | 2000 WJ69                | 19 novembre 2000 | LINEAR                  |
| 193418 - | 2000 WY69                | 19 novembre 2000 | LINEAR                  |
| 193419 - | 2000 WG85                | 20 novembre 2000 | LINEAR                  |
| 193420 - | 2000 WX87                | 20 novembre 2000 | LINEAR                  |
| 193421 - | 2000 WD88                | 20 novembre 2000 | LINEAR                  |
| 193422 - | 2000 WT88                | 20 novembre 2000 | LINEAR                  |
| 193423 - | 2000 WS92                | 21 novembre 2000 | LINEAR                  |
| 193424 - | 2000 WZ92                | 21 novembre 2000 | LINEAR                  |
| 193425 - | 2000 WA93                | 21 novembre 2000 | LINEAR                  |
| 193426 - | 2000 WL93                | 21 novembre 2000 | LINEAR                  |
| 193427 - | 2000 WB97                | 21 novembre 2000 | LINEAR                  |
| 193428 - | 2000 WE101               | 21 novembre 2000 | LINEAR                  |
| 193429 - | 2000 WJ102               | 26 novembre 2000 | LINEAR                  |
| 193430 - | 2000 WP108               | 20 novembre 2000 | LINEAR                  |
| 193431 - | 2000 WX108               | 20 novembre 2000 | LINEAR                  |
| 193432 - | 2000 WA111               | 20 novembre 2000 | LINEAR                  |
| 193433 - | 2000 WE113               | 20 novembre 2000 | LINEAR                  |
| 193434 - | 2000 WZ115               | 20 novembre 2000 | LINEAR                  |
| 193435 - | 2000 WO116               | 20 novembre 2000 | LINEAR                  |
| 193436 - | 2000 WB117               | 20 novembre 2000 | LINEAR                  |
| 193437 - | 2000 WK120               | 20 novembre 2000 | LINEAR                  |
| 193438 - | 2000 WF123               | 29 novembre 2000 | LINEAR                  |
| 193439 - | 2000 WS124               | 29 novembre 2000 | LINEAR                  |
| 193440 - | 2000 WR126               | 16 novembre 2000 | Spacewatch              |
| 193441 - | 2000 WO127               | 17 novembre 2000 | Spacewatch              |
| 193442 - | 2000 WC129               | 19 novembre 2000 | Spacewatch              |
| 193443 - | 2000 WC131               | 20 novembre 2000 | LONEOS                  |
| 193444 - | 2000 WL135               | 19 novembre 2000 | LINEAR                  |
| 193445 - | 2000 WJ136               | 20 novembre 2000 | LINEAR                  |
| 193446 - | 2000 WR139               | 21 novembre 2000 | LINEAR                  |
| 193447 - | 2000 WS140               | 21 novembre 2000 | LINEAR                  |
| 193448 - | 2000 WG143               | 20 novembre 2000 | LONEOS                  |
| 193449 - | 2000 WW146               | 28 novembre 2000 | NEAT                    |
| 193450 - | 2000 WQ151               | 29 novembre 2000 | Korlević, K.            |
| 193451 - | 2000 WB158               | 30 novembre 2000 | LINEAR                  |
| 193452 - | 2000 WO168               | 25 novembre 2000 | LONEOS                  |
| 193453 - | 2000 WV169               | 24 novembre 2000 | LONEOS                  |
| 193454 - | 2000 WX174               | 26 novembre 2000 | LINEAR                  |
| 193455 - | 2000 WH181               | 30 novembre 2000 | LONEOS                  |
| 193456 - | 2000 XZ1                 | 1 dicembre 2000  | LINEAR                  |
| 193457 - | 2000 XJ2                 | 1 dicembre 2000  | Bohyunsan               |
| 193458 - | 2000 XQ4                 | 1 dicembre 2000  | LINEAR                  |
| 193459 - | 2000 XK5                 | 1 dicembre 2000  | LINEAR                  |
| 193460 - | 2000 XE6                 | 1 dicembre 2000  | LINEAR                  |
| 193461 - | 2000 XZ6                 | 1 dicembre 2000  | LINEAR                  |
| 193462 - | 2000 XE7                 | 1 dicembre 2000  | LINEAR                  |
| 193463 - | 2000 XF10                | 1 dicembre 2000  | LINEAR                  |
| 193464 - | 2000 XH12                | 4 dicembre 2000  | LINEAR                  |
| 193465 - | 2000 XJ13                | 4 dicembre 2000  | LINEAR                  |
| 193466 - | 2000 XA16                | 1 dicembre 2000  | LINEAR                  |
| 193467 - | 2000 XK17                | 1 dicembre 2000  | LINEAR                  |
| 193468 - | 2000 XL17                | 1 dicembre 2000  | LINEAR                  |
| 193469 - | 2000 XL18                | 4 dicembre 2000  | LINEAR                  |
| 193470 - | 2000 XU19                | 4 dicembre 2000  | LINEAR                  |
| 193471 - | 2000 XR20                | 4 dicembre 2000  | LINEAR                  |
| 193472 - | 2000 XH22                | 4 dicembre 2000  | LINEAR                  |
| 193473 - | 2000 XV24                | 4 dicembre 2000  | LINEAR                  |
| 193474 - | 2000 XH25                | 4 dicembre 2000  | LINEAR                  |
| 193475 - | 2000 XO27                | 4 dicembre 2000  | LINEAR                  |
| 193476 - | 2000 XR31                | 4 dicembre 2000  | LINEAR                  |
| 193477 - | 2000 XO36                | 5 dicembre 2000  | LINEAR                  |
| 193478 - | 2000 XN37                | 5 dicembre 2000  | LINEAR                  |
| 193479 - | 2000 XG41                | 5 dicembre 2000  | LINEAR                  |
| 193480 - | 2000 XL41                | 5 dicembre 2000  | LINEAR                  |
| 193481 - | 2000 XU42                | 5 dicembre 2000  | LINEAR                  |
| 193482 - | 2000 XQ43                | 5 dicembre 2000  | LINEAR                  |
| 193483 - | 2000 XN46                | 7 dicembre 2000  | LINEAR                  |
| 193484 - | 2000 XY52                | 6 dicembre 2000  | LINEAR                  |
| 193485 - | 2000 XD53                | 6 dicembre 2000  | LINEAR                  |
| 193486 - | 2000 XF53                | 6 dicembre 2000  | LINEAR                  |
| 193487 - | 2000 XL53                | 14 dicembre 2000 | Jeon, Y.-B., Lee, B.-C. |
| 193488 - | 2000 YQ                  | 16 dicembre 2000 | LINEAR                  |
| 193489 - | 2000 YT1                 | 17 dicembre 2000 | LINEAR                  |
| 193490 - | 2000 YW5                 | 19 dicembre 2000 | LINEAR                  |
| 193491 - | 2000 YE6                 | 20 dicembre 2000 | LINEAR                  |
| 193492 - | 2000 YH6                 | 20 dicembre 2000 | LINEAR                  |
| 193493 - | 2000 YZ7                 | 21 dicembre 2000 | Starkenburg             |
| 193494 - | 2000 YX9                 | 20 dicembre 2000 | LINEAR                  |
| 193495 - | 2000 YK10                | 21 dicembre 2000 | LINEAR                  |
| 193496 - | 2000 YA16                | 22 dicembre 2000 | LONEOS                  |
| 193497 - | 2000 YR16                | 20 dicembre 2000 | LINEAR                  |
| 193498 - | 2000 YS17                | 25 dicembre 2000 | Kušnirák, P.            |
| 193499 - | 2000 YL20                | 27 dicembre 2000 | Spacewatch              |
| 193500 - | 2000 YX22                | 28 dicembre 2000 | Spacewatch              |

## 193501-193600
| Nome     | Designazione provvisoria | Data di scoperta | Scopritore    |
| -------- | ------------------------ | ---------------- | ------------- |
| 193501 - | 2000 YL23                | 28 dicembre 2000 | Spacewatch    |
| 193502 - | 2000 YR24                | 28 dicembre 2000 | Spacewatch    |
| 193503 - | 2000 YC27                | 26 dicembre 2000 | NEAT          |
| 193504 - | 2000 YH36                | 30 dicembre 2000 | LINEAR        |
| 193505 - | 2000 YP36                | 30 dicembre 2000 | LINEAR        |
| 193506 - | 2000 YY38                | 30 dicembre 2000 | LINEAR        |
| 193507 - | 2000 YF40                | 30 dicembre 2000 | LINEAR        |
| 193508 - | 2000 YG46                | 30 dicembre 2000 | LINEAR        |
| 193509 - | 2000 YV46                | 30 dicembre 2000 | LINEAR        |
| 193510 - | 2000 YL50                | 30 dicembre 2000 | LINEAR        |
| 193511 - | 2000 YS50                | 30 dicembre 2000 | LINEAR        |
| 193512 - | 2000 YG52                | 30 dicembre 2000 | LINEAR        |
| 193513 - | 2000 YG53                | 30 dicembre 2000 | LINEAR        |
| 193514 - | 2000 YA55                | 30 dicembre 2000 | LINEAR        |
| 193515 - | 2000 YU55                | 30 dicembre 2000 | LINEAR        |
| 193516 - | 2000 YL57                | 30 dicembre 2000 | LINEAR        |
| 193517 - | 2000 YR57                | 30 dicembre 2000 | LINEAR        |
| 193518 - | 2000 YA59                | 30 dicembre 2000 | LINEAR        |
| 193519 - | 2000 YP60                | 30 dicembre 2000 | LINEAR        |
| 193520 - | 2000 YS60                | 30 dicembre 2000 | LINEAR        |
| 193521 - | 2000 YG63                | 30 dicembre 2000 | LINEAR        |
| 193522 - | 2000 YL66                | 30 dicembre 2000 | NEAT          |
| 193523 - | 2000 YE73                | 30 dicembre 2000 | LINEAR        |
| 193524 - | 2000 YZ74                | 30 dicembre 2000 | LINEAR        |
| 193525 - | 2000 YL80                | 30 dicembre 2000 | LINEAR        |
| 193526 - | 2000 YB83                | 30 dicembre 2000 | LINEAR        |
| 193527 - | 2000 YU83                | 30 dicembre 2000 | LINEAR        |
| 193528 - | 2000 YB86                | 30 dicembre 2000 | LINEAR        |
| 193529 - | 2000 YV86                | 30 dicembre 2000 | LINEAR        |
| 193530 - | 2000 YM91                | 30 dicembre 2000 | LINEAR        |
| 193531 - | 2000 YZ91                | 30 dicembre 2000 | LINEAR        |
| 193532 - | 2000 YC96                | 30 dicembre 2000 | LINEAR        |
| 193533 - | 2000 YD97                | 30 dicembre 2000 | LINEAR        |
| 193534 - | 2000 YQ109               | 30 dicembre 2000 | LINEAR        |
| 193535 - | 2000 YS109               | 30 dicembre 2000 | LINEAR        |
| 193536 - | 2000 YT109               | 30 dicembre 2000 | LINEAR        |
| 193537 - | 2000 YU112               | 30 dicembre 2000 | LINEAR        |
| 193538 - | 2000 YX112               | 30 dicembre 2000 | LINEAR        |
| 193539 - | 2000 YJ113               | 30 dicembre 2000 | LINEAR        |
| 193540 - | 2000 YN113               | 30 dicembre 2000 | LINEAR        |
| 193541 - | 2000 YO113               | 30 dicembre 2000 | LINEAR        |
| 193542 - | 2000 YC114               | 30 dicembre 2000 | LINEAR        |
| 193543 - | 2000 YT115               | 30 dicembre 2000 | LINEAR        |
| 193544 - | 2000 YL117               | 30 dicembre 2000 | LINEAR        |
| 193545 - | 2000 YN117               | 30 dicembre 2000 | LINEAR        |
| 193546 - | 2000 YJ120               | 19 dicembre 2000 | LINEAR        |
| 193547 - | 2000 YY120               | 20 dicembre 2000 | LINEAR        |
| 193548 - | 2000 YD121               | 21 dicembre 2000 | LINEAR        |
| 193549 - | 2000 YE122               | 28 dicembre 2000 | Spacewatch    |
| 193550 - | 2000 YM125               | 29 dicembre 2000 | LONEOS        |
| 193551 - | 2000 YX125               | 29 dicembre 2000 | LONEOS        |
| 193552 - | 2000 YR126               | 29 dicembre 2000 | LONEOS        |
| 193553 - | 2000 YF132               | 30 dicembre 2000 | LINEAR        |
| 193554 - | 2000 YH133               | 31 dicembre 2000 | LONEOS        |
| 193555 - | 2000 YL136               | 23 dicembre 2000 | LINEAR        |
| 193556 - | 2000 YX139               | 31 dicembre 2000 | LONEOS        |
| 193557 - | 2001 AS3                 | 2 gennaio 2001   | LINEAR        |
| 193558 - | 2001 AA4                 | 2 gennaio 2001   | LINEAR        |
| 193559 - | 2001 AM4                 | 2 gennaio 2001   | LINEAR        |
| 193560 - | 2001 AW10                | 2 gennaio 2001   | LINEAR        |
| 193561 - | 2001 AG11                | 2 gennaio 2001   | LINEAR        |
| 193562 - | 2001 AZ11                | 2 gennaio 2001   | LINEAR        |
| 193563 - | 2001 AO12                | 2 gennaio 2001   | LINEAR        |
| 193564 - | 2001 AW15                | 2 gennaio 2001   | LINEAR        |
| 193565 - | 2001 AJ27                | 5 gennaio 2001   | LINEAR        |
| 193566 - | 2001 AR30                | 4 gennaio 2001   | LINEAR        |
| 193567 - | 2001 AE32                | 4 gennaio 2001   | LINEAR        |
| 193568 - | 2001 AO33                | 4 gennaio 2001   | LINEAR        |
| 193569 - | 2001 AB34                | 4 gennaio 2001   | LINEAR        |
| 193570 - | 2001 AR36                | 5 gennaio 2001   | LINEAR        |
| 193571 - | 2001 AG40                | 3 gennaio 2001   | LONEOS        |
| 193572 - | 2001 AW40                | 3 gennaio 2001   | LONEOS        |
| 193573 - | 2001 AM42                | 4 gennaio 2001   | LONEOS        |
| 193574 - | 2001 BB                  | 17 gennaio 2001  | Kobayashi, T. |
| 193575 - | 2001 BF                  | 17 gennaio 2001  | Kobayashi, T. |
| 193576 - | 2001 BG                  | 17 gennaio 2001  | Kobayashi, T. |
| 193577 - | 2001 BY1                 | 16 gennaio 2001  | Spacewatch    |
| 193578 - | 2001 BH2                 | 16 gennaio 2001  | NEAT          |
| 193579 - | 2001 BS2                 | 18 gennaio 2001  | LINEAR        |
| 193580 - | 2001 BM6                 | 19 gennaio 2001  | LINEAR        |
| 193581 - | 2001 BW9                 | 16 gennaio 2001  | Spacewatch    |
| 193582 - | 2001 BF11                | 16 gennaio 2001  | NEAT          |
| 193583 - | 2001 BG21                | 19 gennaio 2001  | LINEAR        |
| 193584 - | 2001 BL22                | 20 gennaio 2001  | LINEAR        |
| 193585 - | 2001 BB26                | 20 gennaio 2001  | LINEAR        |
| 193586 - | 2001 BT37                | 21 gennaio 2001  | LINEAR        |
| 193587 - | 2001 BQ38                | 23 gennaio 2001  | Kobayashi, T. |
| 193588 - | 2001 BE40                | 18 gennaio 2001  | LINEAR        |
| 193589 - | 2001 BS42                | 19 gennaio 2001  | LINEAR        |
| 193590 - | 2001 BQ45                | 21 gennaio 2001  | LINEAR        |
| 193591 - | 2001 BV45                | 21 gennaio 2001  | LINEAR        |
| 193592 - | 2001 BN46                | 21 gennaio 2001  | LINEAR        |
| 193593 - | 2001 BR46                | 21 gennaio 2001  | LINEAR        |
| 193594 - | 2001 BQ49                | 21 gennaio 2001  | LINEAR        |
| 193595 - | 2001 BK55                | 19 gennaio 2001  | LINEAR        |
| 193596 - | 2001 BV60                | 26 gennaio 2001  | LINEAR        |
| 193597 - | 2001 BO63                | 29 gennaio 2001  | LINEAR        |
| 193598 - | 2001 BF65                | 26 gennaio 2001  | LINEAR        |
| 193599 - | 2001 BJ66                | 26 gennaio 2001  | LINEAR        |
| 193600 - | 2001 BO67                | 31 gennaio 2001  | LINEAR        |

## 193601-193700
| Nome     | Designazione provvisoria | Data di scoperta | Scopritore       |
| -------- | ------------------------ | ---------------- | ---------------- |
| 193601 - | 2001 BQ68                | 31 gennaio 2001  | LINEAR           |
| 193602 - | 2001 BL70                | 21 gennaio 2001  | LINEAR           |
| 193603 - | 2001 BU71                | 29 gennaio 2001  | LINEAR           |
| 193604 - | 2001 BG73                | 28 gennaio 2001  | NEAT             |
| 193605 - | 2001 BX75                | 26 gennaio 2001  | LINEAR           |
| 193606 - | 2001 BF78                | 24 gennaio 2001  | Spacewatch       |
| 193607 - | 2001 BH82                | 18 gennaio 2001  | LINEAR           |
| 193608 - | 2001 CD2                 | 1 febbraio 2001  | LINEAR           |
| 193609 - | 2001 CA7                 | 1 febbraio 2001  | LINEAR           |
| 193610 - | 2001 CS8                 | 1 febbraio 2001  | LINEAR           |
| 193611 - | 2001 CQ12                | 1 febbraio 2001  | LINEAR           |
| 193612 - | 2001 CG13                | 1 febbraio 2001  | LINEAR           |
| 193613 - | 2001 CW13                | 1 febbraio 2001  | LINEAR           |
| 193614 - | 2001 CZ13                | 1 febbraio 2001  | LINEAR           |
| 193615 - | 2001 CY16                | 1 febbraio 2001  | LINEAR           |
| 193616 - | 2001 CZ17                | 2 febbraio 2001  | LINEAR           |
| 193617 - | 2001 CO18                | 2 febbraio 2001  | LINEAR           |
| 193618 - | 2001 CP19                | 2 febbraio 2001  | LINEAR           |
| 193619 - | 2001 CL21                | 1 febbraio 2001  | LONEOS           |
| 193620 - | 2001 CZ21                | 1 febbraio 2001  | LONEOS           |
| 193621 - | 2001 CU24                | 1 febbraio 2001  | LINEAR           |
| 193622 - | 2001 CR25                | 1 febbraio 2001  | LINEAR           |
| 193623 - | 2001 CC26                | 1 febbraio 2001  | Spacewatch       |
| 193624 - | 2001 CW26                | 1 febbraio 2001  | NEAT             |
| 193625 - | 2001 CD29                | 2 febbraio 2001  | LONEOS           |
| 193626 - | 2001 CV31                | 5 febbraio 2001  | LINEAR           |
| 193627 - | 2001 CD33                | 13 febbraio 2001 | LINEAR           |
| 193628 - | 2001 CQ33                | 13 febbraio 2001 | LINEAR           |
| 193629 - | 2001 CY33                | 13 febbraio 2001 | LINEAR           |
| 193630 - | 2001 CY34                | 13 febbraio 2001 | LINEAR           |
| 193631 - | 2001 CA37                | 14 febbraio 2001 | Šarounová, L.    |
| 193632 - | 2001 CU37                | 15 febbraio 2001 | LINEAR           |
| 193633 - | 2001 CY39                | 13 febbraio 2001 | LINEAR           |
| 193634 - | 2001 CS44                | 15 febbraio 2001 | LINEAR           |
| 193635 - | 2001 CQ45                | 15 febbraio 2001 | LINEAR           |
| 193636 - | 2001 CS45                | 15 febbraio 2001 | LINEAR           |
| 193637 - | 2001 CQ48                | 12 febbraio 2001 | LONEOS           |
| 193638 - | 2001 DY2                 | 16 febbraio 2001 | LINEAR           |
| 193639 - | 2001 DK13                | 19 febbraio 2001 | Kobayashi, T.    |
| 193640 - | 2001 DJ15                | 16 febbraio 2001 | LINEAR           |
| 193641 - | 2001 DH16                | 16 febbraio 2001 | LINEAR           |
| 193642 - | 2001 DH18                | 16 febbraio 2001 | LINEAR           |
| 193643 - | 2001 DK18                | 16 febbraio 2001 | LINEAR           |
| 193644 - | 2001 DL22                | 16 febbraio 2001 | LINEAR           |
| 193645 - | 2001 DL23                | 17 febbraio 2001 | LINEAR           |
| 193646 - | 2001 DF26                | 17 febbraio 2001 | LINEAR           |
| 193647 - | 2001 DB28                | 17 febbraio 2001 | LINEAR           |
| 193648 - | 2001 DT30                | 17 febbraio 2001 | LINEAR           |
| 193649 - | 2001 DA38                | 19 febbraio 2001 | LINEAR           |
| 193650 - | 2001 DU38                | 19 febbraio 2001 | LINEAR           |
| 193651 - | 2001 DL41                | 19 febbraio 2001 | LINEAR           |
| 193652 - | 2001 DX41                | 19 febbraio 2001 | LINEAR           |
| 193653 - | 2001 DB42                | 19 febbraio 2001 | LINEAR           |
| 193654 - | 2001 DV42                | 19 febbraio 2001 | LINEAR           |
| 193655 - | 2001 DV44                | 19 febbraio 2001 | LINEAR           |
| 193656 - | 2001 DK45                | 19 febbraio 2001 | LINEAR           |
| 193657 - | 2001 DP48                | 16 febbraio 2001 | LINEAR           |
| 193658 - | 2001 DH50                | 16 febbraio 2001 | LINEAR           |
| 193659 - | 2001 DX53                | 20 febbraio 2001 | Crni Vrh         |
| 193660 - | 2001 DB55                | 16 febbraio 2001 | Spacewatch       |
| 193661 - | 2001 DH56                | 16 febbraio 2001 | Spacewatch       |
| 193662 - | 2001 DA60                | 19 febbraio 2001 | LINEAR           |
| 193663 - | 2001 DG62                | 19 febbraio 2001 | LINEAR           |
| 193664 - | 2001 DR62                | 19 febbraio 2001 | LINEAR           |
| 193665 - | 2001 DU62                | 19 febbraio 2001 | LINEAR           |
| 193666 - | 2001 DE63                | 19 febbraio 2001 | LINEAR           |
| 193667 - | 2001 DU64                | 19 febbraio 2001 | LINEAR           |
| 193668 - | 2001 DJ66                | 19 febbraio 2001 | LINEAR           |
| 193669 - | 2001 DV66                | 19 febbraio 2001 | LINEAR           |
| 193670 - | 2001 DY76                | 22 febbraio 2001 | Spacewatch       |
| 193671 - | 2001 DV84                | 23 febbraio 2001 | Deep Lens Survey |
| 193672 - | 2001 DA91                | 21 febbraio 2001 | NEAT             |
| 193673 - | 2001 DQ96                | 17 febbraio 2001 | LINEAR           |
| 193674 - | 2001 DT99                | 17 febbraio 2001 | NEAT             |
| 193675 - | 2001 DA100               | 17 febbraio 2001 | NEAT             |
| 193676 - | 2001 DN103               | 16 febbraio 2001 | LINEAR           |
| 193677 - | 2001 DH104               | 16 febbraio 2001 | LONEOS           |
| 193678 - | 2001 DA105               | 16 febbraio 2001 | LONEOS           |
| 193679 - | 2001 EO1                 | 1 marzo 2001     | LINEAR           |
| 193680 - | 2001 EX1                 | 1 marzo 2001     | LINEAR           |
| 193681 - | 2001 EE8                 | 2 marzo 2001     | LONEOS           |
| 193682 - | 2001 EH14                | 15 marzo 2001    | LINEAR           |
| 193683 - | 2001 EO14                | 15 marzo 2001    | LINEAR           |
| 193684 - | 2001 EP15                | 14 marzo 2001    | LINEAR           |
| 193685 - | 2001 EG16                | 15 marzo 2001    | NEAT             |
| 193686 - | 2001 EP25                | 15 marzo 2001    | NEAT             |
| 193687 - | 2001 ET27                | 2 marzo 2001     | LONEOS           |
| 193688 - | 2001 FY2                 | 18 marzo 2001    | LINEAR           |
| 193689 - | 2001 FQ4                 | 19 marzo 2001    | Spacewatch       |
| 193690 - | 2001 FE10                | 19 marzo 2001    | LONEOS           |
| 193691 - | 2001 FG11                | 19 marzo 2001    | LONEOS           |
| 193692 - | 2001 FA13                | 19 marzo 2001    | LONEOS           |
| 193693 - | 2001 FZ24                | 18 marzo 2001    | LINEAR           |
| 193694 - | 2001 FK25                | 18 marzo 2001    | LINEAR           |
| 193695 - | 2001 FU29                | 19 marzo 2001    | NEAT             |
| 193696 - | 2001 FN37                | 18 marzo 2001    | LINEAR           |
| 193697 - | 2001 FV42                | 18 marzo 2001    | LINEAR           |
| 193698 - | 2001 FR45                | 18 marzo 2001    | LINEAR           |
| 193699 - | 2001 FQ52                | 18 marzo 2001    | LINEAR           |
| 193700 - | 2001 FV57                | 21 marzo 2001    | LINEAR           |

## 193701-193800
| Nome               | Designazione provvisoria | Data di scoperta | Scopritore  |
| ------------------ | ------------------------ | ---------------- | ----------- |
| 193701 -           | 2001 FH58                | 19 marzo 2001    | LINEAR      |
| 193702 -           | 2001 FS62                | 19 marzo 2001    | LINEAR      |
| 193703 -           | 2001 FX63                | 19 marzo 2001    | LINEAR      |
| 193704 -           | 2001 FQ65                | 19 marzo 2001    | LINEAR      |
| 193705 -           | 2001 FT69                | 19 marzo 2001    | LINEAR      |
| 193706 -           | 2001 FB75                | 19 marzo 2001    | LINEAR      |
| 193707 -           | 2001 FK79                | 21 marzo 2001    | LINEAR      |
| 193708 -           | 2001 FE80                | 21 marzo 2001    | LINEAR      |
| 193709 -           | 2001 FG82                | 23 marzo 2001    | LINEAR      |
| 193710 -           | 2001 FT82                | 23 marzo 2001    | LINEAR      |
| 193711 -           | 2001 FC83                | 24 marzo 2001    | LINEAR      |
| 193712 -           | 2001 FO84                | 26 marzo 2001    | Spacewatch  |
| 193713 -           | 2001 FG87                | 21 marzo 2001    | LONEOS      |
| 193714 -           | 2001 FA90                | 27 marzo 2001    | Spacewatch  |
| 193715 -           | 2001 FP91                | 16 marzo 2001    | Spacewatch  |
| 193716 -           | 2001 FF100               | 17 marzo 2001    | LINEAR      |
| 193717 -           | 2001 FP102               | 17 marzo 2001    | Eskridge    |
| 193718 -           | 2001 FW106               | 18 marzo 2001    | LONEOS      |
| 193719 -           | 2001 FY106               | 18 marzo 2001    | LONEOS      |
| 193720 -           | 2001 FE107               | 18 marzo 2001    | LONEOS      |
| 193721 -           | 2001 FN107               | 18 marzo 2001    | LONEOS      |
| 193722 -           | 2001 FR111               | 18 marzo 2001    | LINEAR      |
| 193723 -           | 2001 FP112               | 18 marzo 2001    | NEAT        |
| 193724 -           | 2001 FT113               | 19 marzo 2001    | LONEOS      |
| 193725 -           | 2001 FR114               | 19 marzo 2001    | LONEOS      |
| 193726 -           | 2001 FQ139               | 21 marzo 2001    | Spacewatch  |
| 193727 -           | 2001 FS139               | 21 marzo 2001    | Spacewatch  |
| 193728 -           | 2001 FJ149               | 24 marzo 2001    | LINEAR      |
| 193729 -           | 2001 FZ153               | 26 marzo 2001    | LINEAR      |
| 193730 -           | 2001 FE156               | 26 marzo 2001    | NEAT        |
| 193731 -           | 2001 FY162               | 18 marzo 2001    | LINEAR      |
| 193732 -           | 2001 FF168               | 21 marzo 2001    | Spacewatch  |
| 193733 -           | 2001 FX169               | 24 marzo 2001    | Spacewatch  |
| 193734 -           | 2001 FY179               | 20 marzo 2001    | LONEOS      |
| 193735 -           | 2001 FD180               | 20 marzo 2001    | LONEOS      |
| 193736 Henrythroop | 2001 FQ182               | 25 marzo 2001    | Buie, M. W. |
| 193737 -           | 2001 FY185               | 16 marzo 2001    | LINEAR      |
| 193738 -           | 2001 FT186               | 18 marzo 2001    | LONEOS      |
| 193739 -           | 2001 FQ187               | 20 marzo 2001    | Spacewatch  |
| 193740 -           | 2001 FK188               | 16 marzo 2001    | LINEAR      |
| 193741 -           | 2001 HY19                | 26 aprile 2001   | Spacewatch  |
| 193742 -           | 2001 HE33                | 27 aprile 2001   | LINEAR      |
| 193743 -           | 2001 HG54                | 24 aprile 2001   | LONEOS      |
| 193744 -           | 2001 HW56                | 24 aprile 2001   | NEAT        |
| 193745 -           | 2001 HX58                | 17 aprile 2001   | LONEOS      |
| 193746 -           | 2001 JB3                 | 15 maggio 2001   | LONEOS      |
| 193747 -           | 2001 JZ3                 | 15 maggio 2001   | NEAT        |
| 193748 -           | 2001 JS9                 | 15 maggio 2001   | NEAT        |
| 193749 -           | 2001 KG                  | 17 maggio 2001   | LINEAR      |
| 193750 -           | 2001 KC3                 | 17 maggio 2001   | LINEAR      |
| 193751 -           | 2001 KH9                 | 18 maggio 2001   | LINEAR      |
| 193752 -           | 2001 KR15                | 18 maggio 2001   | LINEAR      |
| 193753 -           | 2001 KB25                | 17 maggio 2001   | LINEAR      |
| 193754 -           | 2001 KH31                | 22 maggio 2001   | LINEAR      |
| 193755 -           | 2001 KP40                | 23 maggio 2001   | LINEAR      |
| 193756 -           | 2001 KA51                | 21 maggio 2001   | LINEAR      |
| 193757 -           | 2001 KV60                | 17 maggio 2001   | Spacewatch  |
| 193758 -           | 2001 KN66                | 23 maggio 2001   | LINEAR      |
| 193759 -           | 2001 KG72                | 24 maggio 2001   | LINEAR      |
| 193760 -           | 2001 KY73                | 25 maggio 2001   | Spacewatch  |
| 193761 -           | 2001 KB74                | 25 maggio 2001   | Spacewatch  |
| 193762 -           | 2001 KO74                | 26 maggio 2001   | LINEAR      |
| 193763 -           | 2001 LF12                | 15 giugno 2001   | LINEAR      |
| 193764 -           | 2001 LG13                | 15 giugno 2001   | LINEAR      |
| 193765 -           | 2001 MQ                  | 17 giugno 2001   | NEAT        |
| 193766 -           | 2001 MW1                 | 18 giugno 2001   | Wise        |
| 193767 -           | 2001 ME13                | 23 giugno 2001   | NEAT        |
| 193768 -           | 2001 MW16                | 27 giugno 2001   | NEAT        |
| 193769 -           | 2001 MH23                | 27 giugno 2001   | NEAT        |
| 193770 -           | 2001 NK                  | 9 luglio 2001    | Needville   |
| 193771 -           | 2001 NW2                 | 12 luglio 2001   | NEAT        |
| 193772 -           | 2001 NK4                 | 13 luglio 2001   | NEAT        |
| 193773 -           | 2001 OX                  | 17 luglio 2001   | NEAT        |
| 193774 -           | 2001 OK5                 | 17 luglio 2001   | LONEOS      |
| 193775 -           | 2001 OL5                 | 17 luglio 2001   | LONEOS      |
| 193776 -           | 2001 OT11                | 18 luglio 2001   | NEAT        |
| 193777 -           | 2001 OG15                | 18 luglio 2001   | NEAT        |
| 193778 -           | 2001 OM16                | 22 luglio 2001   | Pozzoli, V. |
| 193779 -           | 2001 OT17                | 17 luglio 2001   | NEAT        |
| 193780 -           | 2001 OX24                | 16 luglio 2001   | LONEOS      |
| 193781 -           | 2001 OR25                | 18 luglio 2001   | NEAT        |
| 193782 -           | 2001 OA34                | 19 luglio 2001   | NEAT        |
| 193783 -           | 2001 OT34                | 19 luglio 2001   | NEAT        |
| 193784 -           | 2001 OT40                | 20 luglio 2001   | NEAT        |
| 193785 -           | 2001 OX44                | 16 luglio 2001   | LONEOS      |
| 193786 -           | 2001 OP48                | 16 luglio 2001   | NEAT        |
| 193787 -           | 2001 OJ51                | 21 luglio 2001   | NEAT        |
| 193788 -           | 2001 OZ53                | 21 luglio 2001   | NEAT        |
| 193789 -           | 2001 OB59                | 21 luglio 2001   | NEAT        |
| 193790 -           | 2001 OL72                | 21 luglio 2001   | LONEOS      |
| 193791 -           | 2001 OE73                | 21 luglio 2001   | LONEOS      |
| 193792 -           | 2001 OB79                | 26 luglio 2001   | NEAT        |
| 193793 -           | 2001 OR79                | 27 luglio 2001   | NEAT        |
| 193794 -           | 2001 OB87                | 29 luglio 2001   | NEAT        |
| 193795 -           | 2001 OF98                | 25 luglio 2001   | NEAT        |
| 193796 -           | 2001 OB104               | 30 luglio 2001   | LINEAR      |
| 193797 -           | 2001 OO106               | 29 luglio 2001   | LINEAR      |
| 193798 -           | 2001 PF8                 | 11 agosto 2001   | NEAT        |
| 193799 -           | 2001 PE12                | 11 agosto 2001   | NEAT        |
| 193800 -           | 2001 PM12                | 12 agosto 2001   | NEAT        |

## 193801-193900
| Nome            | Designazione provvisoria | Data di scoperta | Scopritore              |
| --------------- | ------------------------ | ---------------- | ----------------------- |
| 193801 -        | 2001 PV13                | 14 agosto 2001   | Ball, L.                |
| 193802 -        | 2001 PS17                | 9 agosto 2001    | NEAT                    |
| 193803 -        | 2001 PF19                | 10 agosto 2001   | NEAT                    |
| 193804 -        | 2001 PQ20                | 10 agosto 2001   | NEAT                    |
| 193805 -        | 2001 PA21                | 10 agosto 2001   | NEAT                    |
| 193806 -        | 2001 PO21                | 10 agosto 2001   | NEAT                    |
| 193807 -        | 2001 PM22                | 10 agosto 2001   | NEAT                    |
| 193808 -        | 2001 PK23                | 11 agosto 2001   | NEAT                    |
| 193809 -        | 2001 PQ27                | 11 agosto 2001   | NEAT                    |
| 193810 -        | 2001 PA39                | 11 agosto 2001   | NEAT                    |
| 193811 -        | 2001 PP42                | 12 agosto 2001   | NEAT                    |
| 193812 -        | 2001 PV50                | 10 agosto 2001   | NEAT                    |
| 193813 -        | 2001 PM52                | 15 agosto 2001   | NEAT                    |
| 193814 -        | 2001 PV57                | 14 agosto 2001   | NEAT                    |
| 193815 -        | 2001 PW57                | 14 agosto 2001   | NEAT                    |
| 193816 -        | 2001 PM65                | 12 agosto 2001   | NEAT                    |
| 193817 -        | 2001 PR65                | 13 agosto 2001   | NEAT                    |
| 193818 Polidoro | 2001 QH                  | 16 agosto 2001   | Tesi, L., Forti, G.     |
| 193819 -        | 2001 QE8                 | 16 agosto 2001   | LINEAR                  |
| 193820 -        | 2001 QV9                 | 16 agosto 2001   | LINEAR                  |
| 193821 -        | 2001 QN17                | 16 agosto 2001   | LINEAR                  |
| 193822 -        | 2001 QD20                | 16 agosto 2001   | LINEAR                  |
| 193823 -        | 2001 QL26                | 16 agosto 2001   | LINEAR                  |
| 193824 -        | 2001 QO26                | 16 agosto 2001   | LINEAR                  |
| 193825 -        | 2001 QT27                | 16 agosto 2001   | LINEAR                  |
| 193826 -        | 2001 QM32                | 17 agosto 2001   | LINEAR                  |
| 193827 -        | 2001 QX34                | 16 agosto 2001   | LINEAR                  |
| 193828 -        | 2001 QC35                | 16 agosto 2001   | LINEAR                  |
| 193829 -        | 2001 QX38                | 16 agosto 2001   | LINEAR                  |
| 193830 -        | 2001 QS41                | 16 agosto 2001   | LINEAR                  |
| 193831 -        | 2001 QU42                | 16 agosto 2001   | LINEAR                  |
| 193832 -        | 2001 QW42                | 16 agosto 2001   | LINEAR                  |
| 193833 -        | 2001 QG43                | 16 agosto 2001   | LINEAR                  |
| 193834 -        | 2001 QQ43                | 16 agosto 2001   | LINEAR                  |
| 193835 -        | 2001 QZ47                | 16 agosto 2001   | LINEAR                  |
| 193836 -        | 2001 QG48                | 16 agosto 2001   | LINEAR                  |
| 193837 -        | 2001 QQ52                | 16 agosto 2001   | LINEAR                  |
| 193838 -        | 2001 QQ55                | 16 agosto 2001   | LINEAR                  |
| 193839 -        | 2001 QM56                | 16 agosto 2001   | LINEAR                  |
| 193840 -        | 2001 QC59                | 17 agosto 2001   | LINEAR                  |
| 193841 -        | 2001 QJ63                | 16 agosto 2001   | LINEAR                  |
| 193842 -        | 2001 QX67                | 19 agosto 2001   | LINEAR                  |
| 193843 -        | 2001 QU72                | 20 agosto 2001   | NEAT                    |
| 193844 -        | 2001 QR81                | 17 agosto 2001   | LINEAR                  |
| 193845 -        | 2001 QL100               | 21 agosto 2001   | NEAT                    |
| 193846 -        | 2001 QZ103               | 20 agosto 2001   | LINEAR                  |
| 193847 -        | 2001 QG109               | 20 agosto 2001   | NEAT                    |
| 193848 -        | 2001 QL109               | 20 agosto 2001   | NEAT                    |
| 193849 -        | 2001 QK111               | 26 agosto 2001   | Eskridge                |
| 193850 -        | 2001 QT112               | 25 agosto 2001   | LINEAR                  |
| 193851 -        | 2001 QM114               | 17 agosto 2001   | LINEAR                  |
| 193852 -        | 2001 QS114               | 17 agosto 2001   | LINEAR                  |
| 193853 -        | 2001 QY115               | 17 agosto 2001   | LINEAR                  |
| 193854 -        | 2001 QH117               | 17 agosto 2001   | LINEAR                  |
| 193855 -        | 2001 QZ120               | 19 agosto 2001   | LINEAR                  |
| 193856 -        | 2001 QX123               | 19 agosto 2001   | LINEAR                  |
| 193857 -        | 2001 QY125               | 19 agosto 2001   | LINEAR                  |
| 193858 -        | 2001 QD127               | 20 agosto 2001   | LINEAR                  |
| 193859 -        | 2001 QZ128               | 20 agosto 2001   | LINEAR                  |
| 193860 -        | 2001 QT133               | 21 agosto 2001   | LINEAR                  |
| 193861 -        | 2001 QD137               | 22 agosto 2001   | LINEAR                  |
| 193862 -        | 2001 QK141               | 24 agosto 2001   | LINEAR                  |
| 193863 -        | 2001 QY141               | 24 agosto 2001   | LINEAR                  |
| 193864 -        | 2001 QA142               | 24 agosto 2001   | LINEAR                  |
| 193865 -        | 2001 QS142               | 24 agosto 2001   | Tucker, R. A.           |
| 193866 -        | 2001 QC143               | 21 agosto 2001   | Spacewatch              |
| 193867 -        | 2001 QO145               | 24 agosto 2001   | Spacewatch              |
| 193868 -        | 2001 QC149               | 21 agosto 2001   | NEAT                    |
| 193869 -        | 2001 QD153               | 26 agosto 2001   | Yeung, W. K. Y.         |
| 193870 -        | 2001 QF154               | 29 agosto 2001   | Wolf, M., Šarounová, L. |
| 193871 -        | 2001 QA156               | 23 agosto 2001   | LONEOS                  |
| 193872 -        | 2001 QO156               | 23 agosto 2001   | LONEOS                  |
| 193873 -        | 2001 QX157               | 23 agosto 2001   | LONEOS                  |
| 193874 -        | 2001 QA161               | 23 agosto 2001   | LONEOS                  |
| 193875 -        | 2001 QW161               | 23 agosto 2001   | LONEOS                  |
| 193876 -        | 2001 QW166               | 24 agosto 2001   | NEAT                    |
| 193877 -        | 2001 QF174               | 26 agosto 2001   | LINEAR                  |
| 193878 -        | 2001 QT178               | 27 agosto 2001   | NEAT                    |
| 193879 -        | 2001 QQ179               | 25 agosto 2001   | NEAT                    |
| 193880 -        | 2001 QE180               | 25 agosto 2001   | NEAT                    |
| 193881 -        | 2001 QT180               | 26 agosto 2001   | NEAT                    |
| 193882 -        | 2001 QW182               | 17 agosto 2001   | NEAT                    |
| 193883 -        | 2001 QC183               | 27 agosto 2001   | NEAT                    |
| 193884 -        | 2001 QZ186               | 21 agosto 2001   | Yeung, W. K. Y.         |
| 193885 -        | 2001 QN201               | 22 agosto 2001   | Spacewatch              |
| 193886 -        | 2001 QO202               | 23 agosto 2001   | LONEOS                  |
| 193887 -        | 2001 QO203               | 23 agosto 2001   | LINEAR                  |
| 193888 -        | 2001 QL206               | 23 agosto 2001   | LONEOS                  |
| 193889 -        | 2001 QW208               | 23 agosto 2001   | LONEOS                  |
| 193890 -        | 2001 QK215               | 23 agosto 2001   | LONEOS                  |
| 193891 -        | 2001 QM215               | 23 agosto 2001   | LONEOS                  |
| 193892 -        | 2001 QZ215               | 23 agosto 2001   | LONEOS                  |
| 193893 -        | 2001 QF218               | 23 agosto 2001   | LONEOS                  |
| 193894 -        | 2001 QH225               | 24 agosto 2001   | Yeung, W. K. Y.         |
| 193895 -        | 2001 QJ226               | 24 agosto 2001   | LONEOS                  |
| 193896 -        | 2001 QX229               | 24 agosto 2001   | LONEOS                  |
| 193897 -        | 2001 QF230               | 24 agosto 2001   | LONEOS                  |
| 193898 -        | 2001 QK230               | 24 agosto 2001   | LONEOS                  |
| 193899 -        | 2001 QY230               | 24 agosto 2001   | LONEOS                  |
| 193900 -        | 2001 QE234               | 24 agosto 2001   | LINEAR                  |

## 193901-194000
| Nome     | Designazione provvisoria | Data di scoperta  | Scopritore      |
| -------- | ------------------------ | ----------------- | --------------- |
| 193901 - | 2001 QZ237               | 24 agosto 2001    | LINEAR          |
| 193902 - | 2001 QJ242               | 24 agosto 2001    | LINEAR          |
| 193903 - | 2001 QC245               | 24 agosto 2001    | LINEAR          |
| 193904 - | 2001 QB247               | 24 agosto 2001    | LINEAR          |
| 193905 - | 2001 QN247               | 24 agosto 2001    | LINEAR          |
| 193906 - | 2001 QP247               | 24 agosto 2001    | LINEAR          |
| 193907 - | 2001 QT247               | 24 agosto 2001    | LINEAR          |
| 193908 - | 2001 QR248               | 24 agosto 2001    | LINEAR          |
| 193909 - | 2001 QH249               | 24 agosto 2001    | LINEAR          |
| 193910 - | 2001 QY249               | 24 agosto 2001    | NEAT            |
| 193911 - | 2001 QW252               | 25 agosto 2001    | LINEAR          |
| 193912 - | 2001 QT255               | 25 agosto 2001    | LINEAR          |
| 193913 - | 2001 QV255               | 25 agosto 2001    | LINEAR          |
| 193914 - | 2001 QA261               | 25 agosto 2001    | LINEAR          |
| 193915 - | 2001 QE268               | 20 agosto 2001    | LINEAR          |
| 193916 - | 2001 QF270               | 19 agosto 2001    | LINEAR          |
| 193917 - | 2001 QF273               | 19 agosto 2001    | LINEAR          |
| 193918 - | 2001 QH276               | 19 agosto 2001    | LINEAR          |
| 193919 - | 2001 QS278               | 19 agosto 2001    | LINEAR          |
| 193920 - | 2001 QO284               | 30 agosto 2001    | NEAT            |
| 193921 - | 2001 QE287               | 17 agosto 2001    | LINEAR          |
| 193922 - | 2001 QC288               | 17 agosto 2001    | LINEAR          |
| 193923 - | 2001 QY291               | 16 agosto 2001    | LINEAR          |
| 193924 - | 2001 QR293               | 28 agosto 2001    | Bickel, W.      |
| 193925 - | 2001 QC330               | 25 agosto 2001    | LONEOS          |
| 193926 - | 2001 RW2                 | 9 settembre 2001  | Yeung, W. K. Y. |
| 193927 - | 2001 RQ5                 | 9 settembre 2001  | Yeung, W. K. Y. |
| 193928 - | 2001 RJ15                | 10 settembre 2001 | LINEAR          |
| 193929 - | 2001 RF21                | 7 settembre 2001  | LINEAR          |
| 193930 - | 2001 RF22                | 7 settembre 2001  | LINEAR          |
| 193931 - | 2001 RM25                | 7 settembre 2001  | LINEAR          |
| 193932 - | 2001 RO25                | 7 settembre 2001  | LINEAR          |
| 193933 - | 2001 RR25                | 7 settembre 2001  | LINEAR          |
| 193934 - | 2001 RW27                | 7 settembre 2001  | LINEAR          |
| 193935 - | 2001 RX27                | 7 settembre 2001  | LINEAR          |
| 193936 - | 2001 RG28                | 7 settembre 2001  | LINEAR          |
| 193937 - | 2001 RT28                | 7 settembre 2001  | LINEAR          |
| 193938 - | 2001 RU30                | 7 settembre 2001  | LINEAR          |
| 193939 - | 2001 RL32                | 8 settembre 2001  | LINEAR          |
| 193940 - | 2001 RC34                | 8 settembre 2001  | LINEAR          |
| 193941 - | 2001 RV34                | 8 settembre 2001  | LINEAR          |
| 193942 - | 2001 RQ36                | 8 settembre 2001  | LINEAR          |
| 193943 - | 2001 RV37                | 8 settembre 2001  | LINEAR          |
| 193944 - | 2001 RY38                | 9 settembre 2001  | LINEAR          |
| 193945 - | 2001 RT42                | 11 settembre 2001 | LINEAR          |
| 193946 - | 2001 RH43                | 11 settembre 2001 | Oakley          |
| 193947 - | 2001 RA46                | 15 settembre 2001 | Ball, L.        |
| 193948 - | 2001 RQ47                | 12 settembre 2001 | LINEAR          |
| 193949 - | 2001 RM52                | 12 settembre 2001 | LINEAR          |
| 193950 - | 2001 RP56                | 12 settembre 2001 | LINEAR          |
| 193951 - | 2001 RK58                | 12 settembre 2001 | LINEAR          |
| 193952 - | 2001 RH62                | 12 settembre 2001 | LINEAR          |
| 193953 - | 2001 RP64                | 10 settembre 2001 | LINEAR          |
| 193954 - | 2001 RW65                | 10 settembre 2001 | LINEAR          |
| 193955 - | 2001 RC68                | 10 settembre 2001 | LINEAR          |
| 193956 - | 2001 RU68                | 10 settembre 2001 | LINEAR          |
| 193957 - | 2001 RX72                | 10 settembre 2001 | LINEAR          |
| 193958 - | 2001 RH74                | 10 settembre 2001 | LINEAR          |
| 193959 - | 2001 RL80                | 13 settembre 2001 | NEAT            |
| 193960 - | 2001 RG81                | 14 settembre 2001 | NEAT            |
| 193961 - | 2001 RE83                | 11 settembre 2001 | LONEOS          |
| 193962 - | 2001 RK86                | 11 settembre 2001 | LONEOS          |
| 193963 - | 2001 RM88                | 11 settembre 2001 | LONEOS          |
| 193964 - | 2001 RD90                | 11 settembre 2001 | LONEOS          |
| 193965 - | 2001 RE90                | 11 settembre 2001 | LONEOS          |
| 193966 - | 2001 RA92                | 11 settembre 2001 | LONEOS          |
| 193967 - | 2001 RC93                | 11 settembre 2001 | LONEOS          |
| 193968 - | 2001 RV93                | 11 settembre 2001 | LONEOS          |
| 193969 - | 2001 RY94                | 11 settembre 2001 | LONEOS          |
| 193970 - | 2001 RW98                | 12 settembre 2001 | LINEAR          |
| 193971 - | 2001 RW99                | 12 settembre 2001 | LINEAR          |
| 193972 - | 2001 RD102               | 12 settembre 2001 | LINEAR          |
| 193973 - | 2001 RA103               | 12 settembre 2001 | LINEAR          |
| 193974 - | 2001 RW104               | 12 settembre 2001 | LINEAR          |
| 193975 - | 2001 RQ106               | 12 settembre 2001 | LINEAR          |
| 193976 - | 2001 RV116               | 12 settembre 2001 | LINEAR          |
| 193977 - | 2001 RG120               | 12 settembre 2001 | LINEAR          |
| 193978 - | 2001 RD121               | 12 settembre 2001 | LINEAR          |
| 193979 - | 2001 RK124               | 12 settembre 2001 | LINEAR          |
| 193980 - | 2001 RL125               | 12 settembre 2001 | LINEAR          |
| 193981 - | 2001 RB126               | 12 settembre 2001 | LINEAR          |
| 193982 - | 2001 RK126               | 12 settembre 2001 | LINEAR          |
| 193983 - | 2001 RE127               | 12 settembre 2001 | LINEAR          |
| 193984 - | 2001 RU130               | 12 settembre 2001 | LINEAR          |
| 193985 - | 2001 RQ132               | 12 settembre 2001 | LINEAR          |
| 193986 - | 2001 RC134               | 12 settembre 2001 | LINEAR          |
| 193987 - | 2001 RZ135               | 12 settembre 2001 | LINEAR          |
| 193988 - | 2001 RC137               | 12 settembre 2001 | LINEAR          |
| 193989 - | 2001 RC141               | 12 settembre 2001 | LINEAR          |
| 193990 - | 2001 RQ147               | 9 settembre 2001  | NEAT            |
| 193991 - | 2001 RA149               | 10 settembre 2001 | LONEOS          |
| 193992 - | 2001 RJ149               | 10 settembre 2001 | LINEAR          |
| 193993 - | 2001 RX150               | 11 settembre 2001 | LONEOS          |
| 193994 - | 2001 RE151               | 11 settembre 2001 | LONEOS          |
| 193995 - | 2001 RK151               | 11 settembre 2001 | LONEOS          |
| 193996 - | 2001 RE152               | 11 settembre 2001 | LONEOS          |
| 193997 - | 2001 RM152               | 11 settembre 2001 | LONEOS          |
| 193998 - | 2001 RP152               | 11 settembre 2001 | LONEOS          |
| 193999 - | 2001 RO153               | 13 settembre 2001 | Clingan, R.     |
| 194000 - | 2001 RC154               | 15 settembre 2001 | NEAT            |